# Wolfgang Hesse (Politiker)
Wolfgang Hesse (* 9. Juli 1913 in Dessau; † 18. April 1999 in Bonn) war ein deutscher Politiker (CDU) und Verwaltungsbeamter. Er war von 1953 bis 1964 Oberstadtdirektor der Stadt Wolfsburg und anschließend von 1964 bis 1975 Oberstadtdirektor der Stadt Bonn.

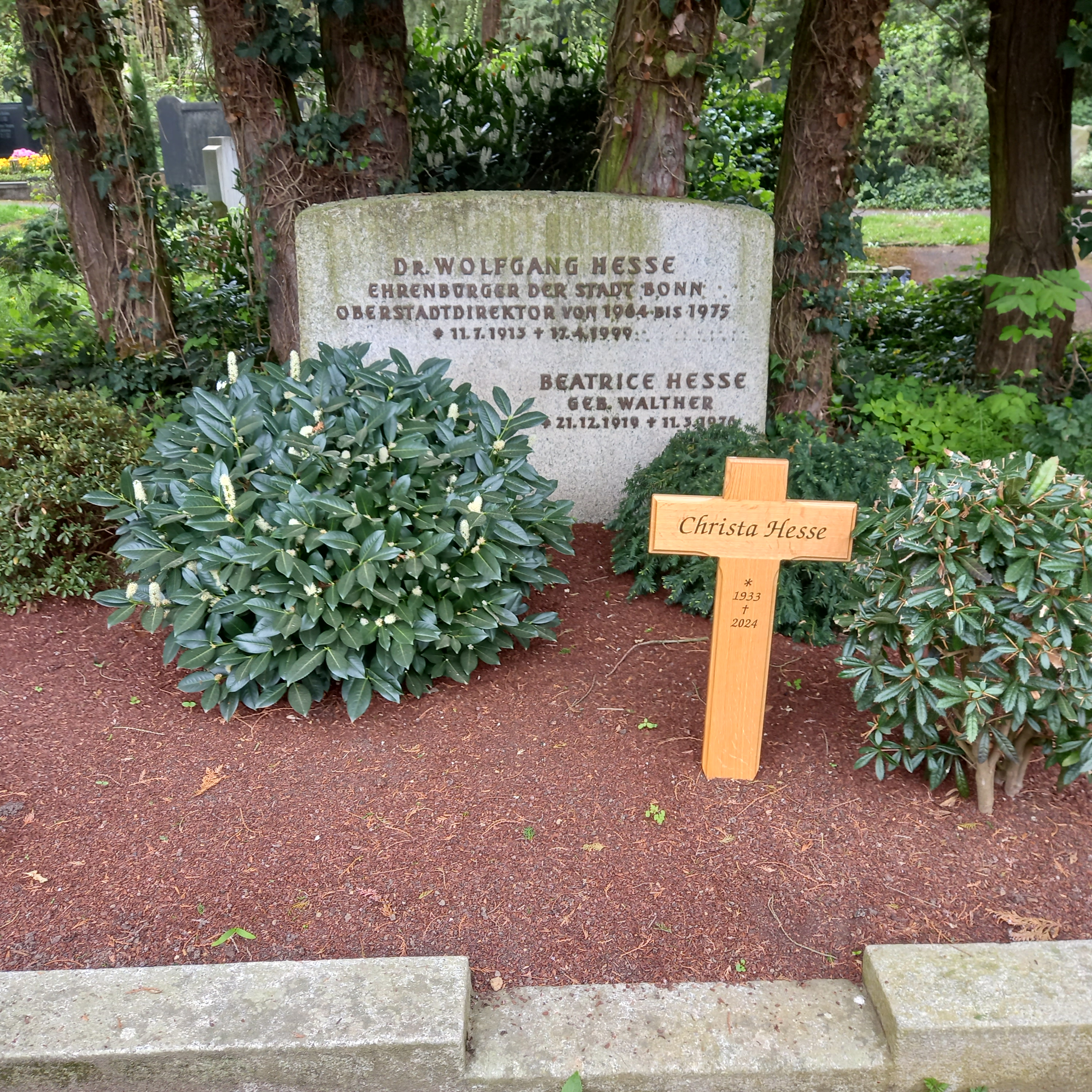
Das Grab von Wolfgang Hesse und seiner Ehefrau Beatrice geborene Walther auf dem Poppelsdorfer Friedhof in Bonn

Hesse war der Sohn von Fritz Hesse. Er hatte ein Studium der Rechtswissenschaften abgeschlossen und war zum Dr. iur. promoviert worden. Am 18. Oktober 1937 beantragte er die Aufnahme in die NSDAP und wurde rückwirkend zum 1. Mai desselben Jahres aufgenommen (Mitgliedsnummer 4.831.883).
Nach fünfjähriger Verwaltungsarbeit als jüngster Stadtdirektor Niedersachsens in Bad Pyrmont wurde er am 28. August 1953 zum Oberstadtdirektor der Stadt Wolfsburg gewählt. Er bekleidete dieses Amt bis November 1964 und erhielt am 30. Oktober 1964 die Goldene Stadtplakette der Stadt Wolfsburg. Anschließend übte er das Amt des Oberstadtdirektors in Bonn bis zum Eintritt in den Altersruhestand 1975 aus. Am 13. Juli 1993 wurde Hesse Ehrenbürger der Stadt Bonn. Außerdem erhielt er 1975 das Große Bundesverdienstkreuz und 1991 den Verdienstorden des Landes Nordrhein-Westfalen.
Für den Blindengarten in der Bonner Rheinaue stiftete Hesse 1983 den Blindenbrunnen des Wolfsburger Künstlers Richard Engels.
Sein Grab befindet sich auf dem Poppelsdorfer Friedhof.